# R.E.X. Records

R.E.X. Records, znana tudi kot R.E.X. Music, je bila neodvisna glasbena založba, ki sta jo ustanovila Doug Mann and Gavin Morkel. Delovala je od leta 1987 do leta 1995, ko je zapadla v finančne težave. Do leta  1990 je operirala v Čikagu, nato pa se je preselila v Nashville. Čeprav je bila specializirana za izdajanje krščanskih metal albumov, so bile nekatere skupine (denimo Circle of Dust) namenjene širšim množicam poslušalcev. Imela je tudi dve podzaložbi, Storyville Records in Street Level Records, ki ju je ustanovil Randy Stonehill.

## Delovanje
Njihove albume je na krščanskih trgih distribuirala neodvisna založba  Diamante Music Group do leta 1995, ko jih je zamenjala Light Distribution (Light Records), sicer del družbe Platinum Entertainment. Na splošem, širšem trgu pa jih je distribuirala RED Distribution. Leta 1996 so se pri R.E.X založbi soočali z odpuščanji, iskali so morebitnega kupca. Julija 1996 jih je prevzela Platinum.
Leta 1997 je R.E.X. Records tožila Platinum zaradi neupoštevanja pogodbe, trdeč da ni pravilno distribuirala njihovih izdelkov in napačno interpretirala njihovo finančno stanje pri prevzemu.
Za kratek čas je R.E.X. distribuirala za Grrr Records mednarodne družbe Jesus People USA. Do tedaj zaposleni Alex Parker je zapustil založbo in ustanovil svojo neodvisno založbo Flying Tart leta 1990. Ustanovitelj Doug Mann pa se je aprila 1993 zaposlil pri ForeFront Records.

## Glasbene skupine
- Argyle Park (pred razpadom so spremenili ime v AP2)
- Believer (delujoči, v samozaložbi)
- Circle of Dust (delujoči; člani so ustanovili še skupine Angeldust, Argyle Park, CHATTERbOX, Klank in Celldweller)
- The Choir (delujoči, založba Galaxy21 Music)
- Code of Ethics (delujoči, založba Razberry Records)
- Crashdog (na premoru za nedoločen čas)
- Crimson Thorn (na premoru)
- Detritus (razpadli, člani v Seventh Angel)
- Fleming & John (delujoči, založba Dweeb Records)
- Four Living Creatures (razpadli; člani so pozneje ustanovili Sweet Nectar, Elder and Fell Desire)
- Haven (razpadli)
- Hot Pink Turtle (razpadli; bili stranski projekt DigHayZoose; člani ustanovili skupino Dev Null)
- The Lead (razpadli; člani ustanovili skupino Frank's Enemy)
- Leader Dogs for the Blind (razpadli)
- Living Sacrifice (delujoči, založba Solid State Records)
- Kerry Livgren (nedelujoči)
- Killed By Cain (razpadli)
- Rose (nedelujoči)
- Mercy Rule (razpadli)
- No Laughing Matter (nedelujoči)
- Paramaecium (razpadli; člani ustanovili InExordium in Revulsed)
- Passafist (razpadli)
- Rocketboy (razpadli)
- Sacrament (razpadli)
- Six Feet Deep (razpadli; člani ustanovili Brandtson)
- Sixpence None the Richer (delujoči, založba Credential Recordings)
- Sweet Nectar (razpadli)
- The Throes (delujoči, trenutno brez založbe)
- The Walk (razpadli)
- Trytan (razpadli)
- Veni Domine (razpadli)
- Whitecross (neznan status)